# Eurydactylodes symmetricus
Eurydactylodes symmetricus är en ödleart som beskrevs av  Andersson 1908. Eurydactylodes symmetricus ingår i släktet Eurydactylodes och familjen geckoödlor. IUCN kategoriserar arten globalt som starkt hotad. Inga underarter finns listade i Catalogue of Life.